# 努瓦西勒塞克站
努瓦西勒塞克站（法語：Gare de Noisy-le-Sec）是一座位于法国巴黎东北郊塞纳-圣但尼省努瓦西勒塞克市的快铁车站，在法兰西岛大区快速铁路E线上。

## 历史
努瓦西勒塞克车站的前身是十九世纪巴黎（努瓦西勒塞克）－斯特拉斯堡铁路线的终端站，于1849年7月5日通车。1882年增建分岔铁路，成为分岔车站。1910年间经历过一次扩建，增加了车辆段和调车场。第一次世界大战期间，努瓦西勒塞克站是法国运兵前往前线的最重要交通枢纽。1875年至1939年间，努瓦西勒塞克站作为法兰西岛大环城铁路的一战，也是铁路巡警系统中重要的站点之一。
由于努瓦西勒塞克车站一直是巴黎东部最大的調車場，是巴黎地区通往德国的最大铁路物资集散站，第二次世界大战期间，努瓦西勒塞克车站曾经在1944年4月18日晚至19日凌晨被盟军的空军轰炸，调车场和分流铁轨被炸毁。这是因为盟军需要用此来瘫痪德军的撤退计划。当时造成了全镇464人死亡，370人受伤，2500余房屋被波及炸毁，全镇几乎成为死城:307。战後车站得以重建，1999年7月起被整合入大区快铁（RER）的系统中，成为RER E线上的一站。

## 现状
努瓦西勒塞克车站是大区快铁E线东向主线的最後一站。其後E线分为两个支线，分别是以谢勒-古尔奈站为终点的E2支线，和以马恩河畔维利耶站与图尔南站为终点站的E4支线。
2003年起，努瓦西勒塞克站成为了E线和巴黎路面电车1号线（T1线）接驳的换乘车站。T1线以努瓦西勒塞克站作为端点站，另一端则通向大区快铁D线的圣但尼站。

## 车次
- 谢勒-古尔奈终点站：正常时段的发车频率是15分钟一班，高峰时期的发车频率是每小时4到8班次。晚间的发车频率是15分钟一班。[3]
- 图尔南支线终点站：努瓦西勒塞克站在正常时段（包括晚间）的发车频率是30分钟一班。[3]
- 马恩河畔维利耶终点站（短线）：白昼没有高峰时段，发车频率是15分钟一班。晚间的发车频率是30分钟一班。[3]
- 巴黎方向（奥斯曼－圣拉扎尔车站）：正常时段的发车频率是6分钟一班，高峰时期的发车频率是每小时8到12班次。晚间的发车频率是每小时8班。[3]

## 换乘车站
努瓦西勒塞克站位于巴黎三环（zone 3）。接驳邻近地区的公交车线路：
- RATP公交线路：105 143 545

## 图集

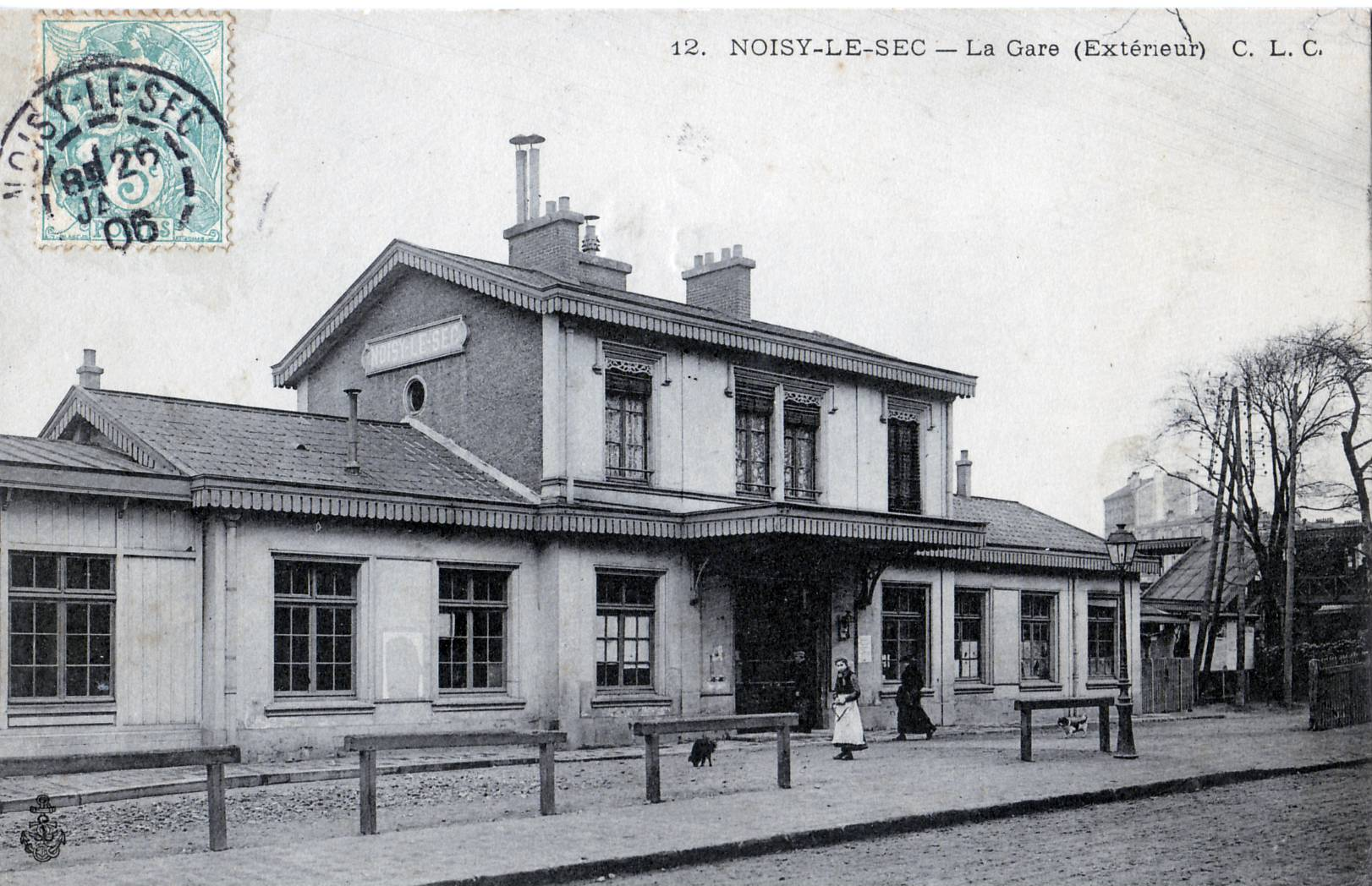
1849年的车站
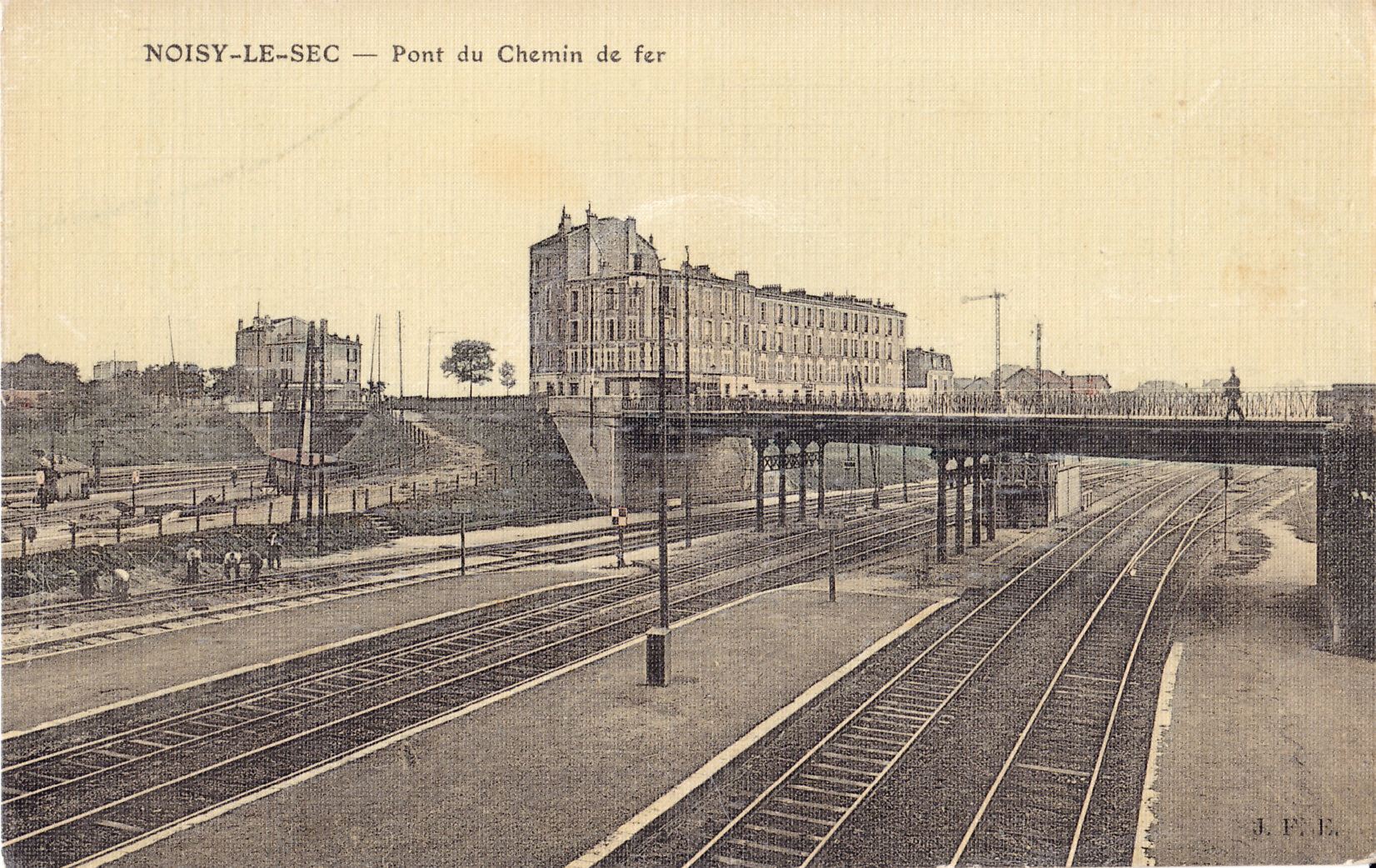
站台东端
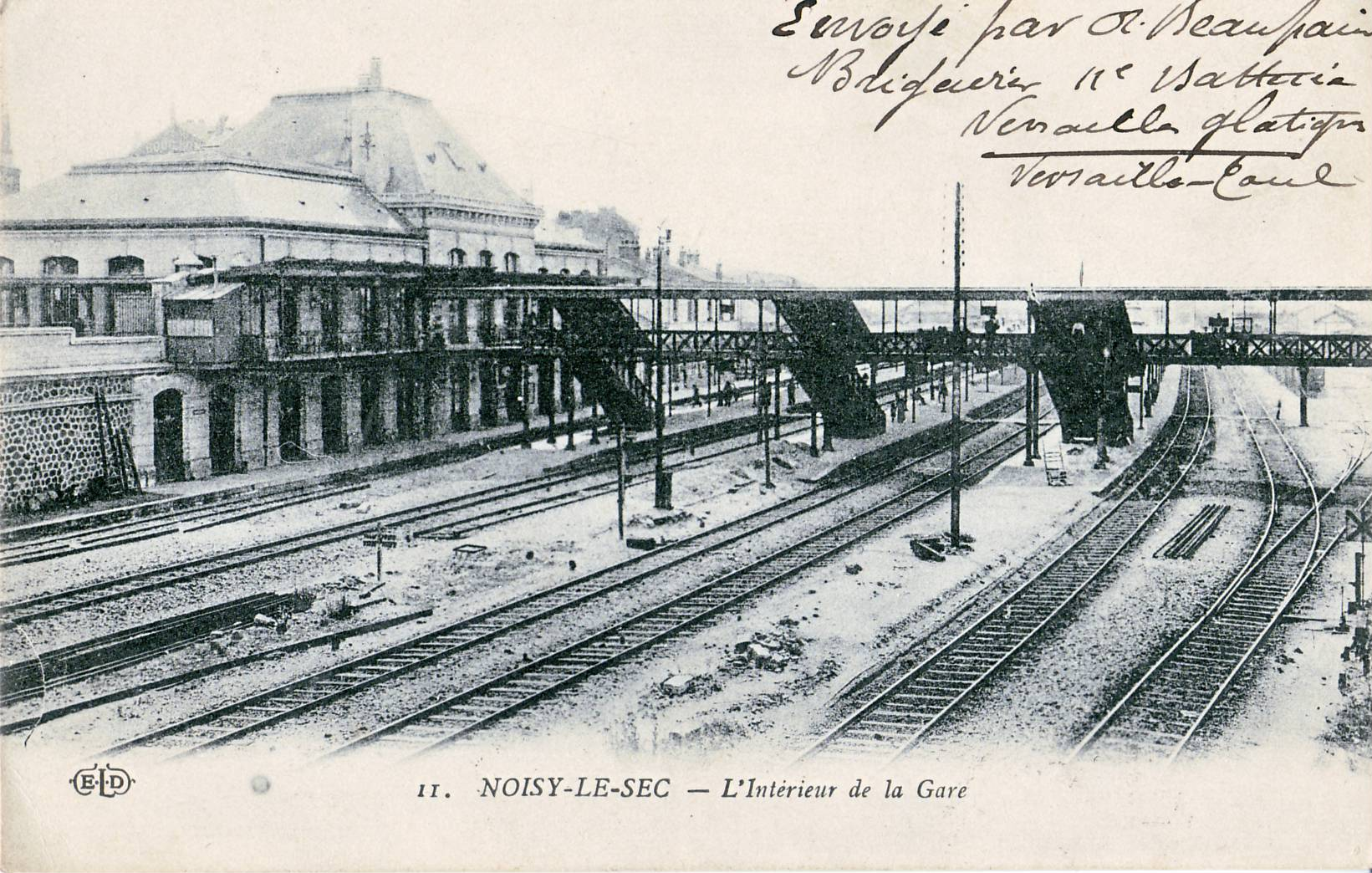
1910年扩建后的车站，1915年以前拍摄
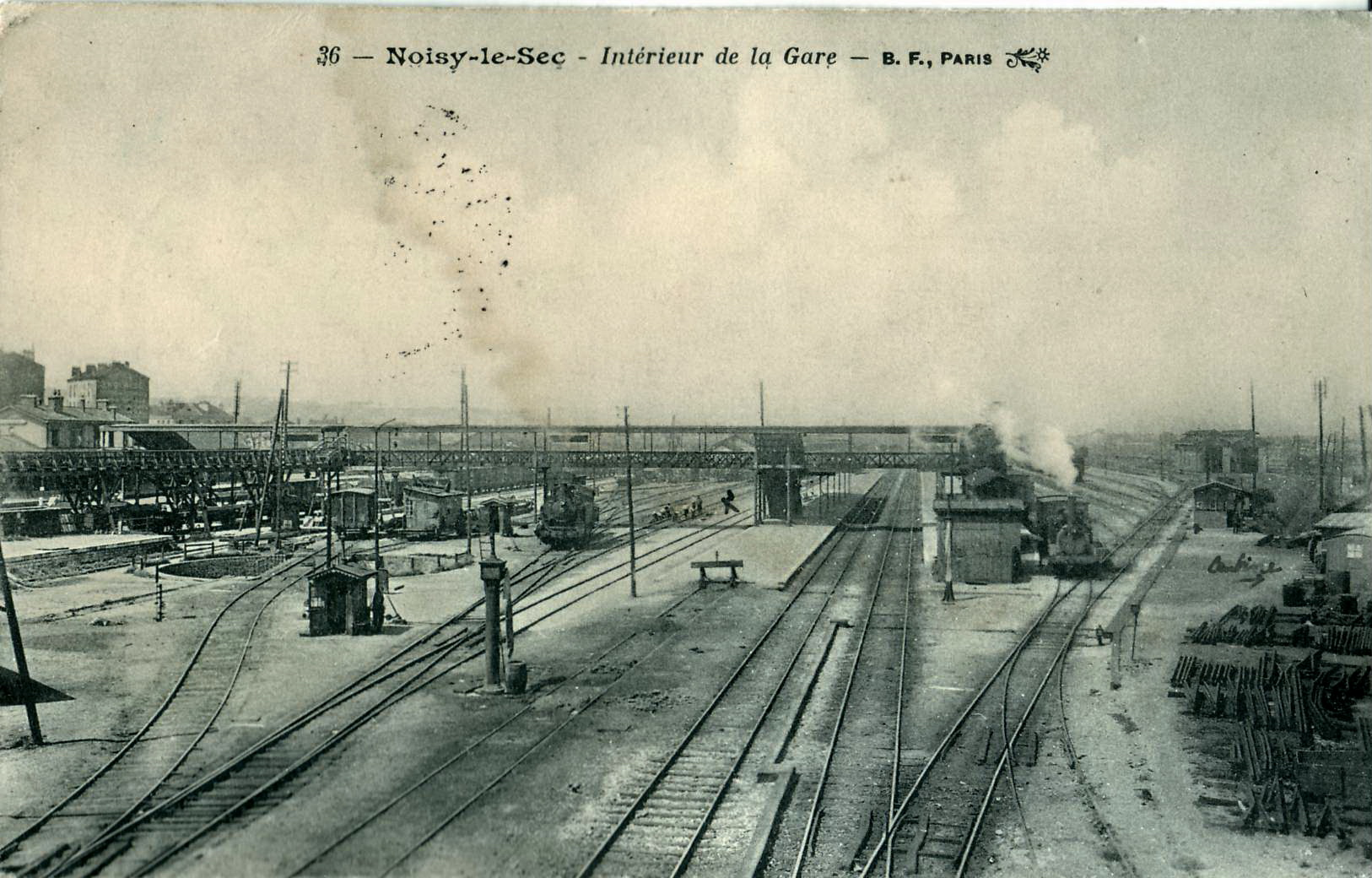
一战前的车站，巴黎方向站台
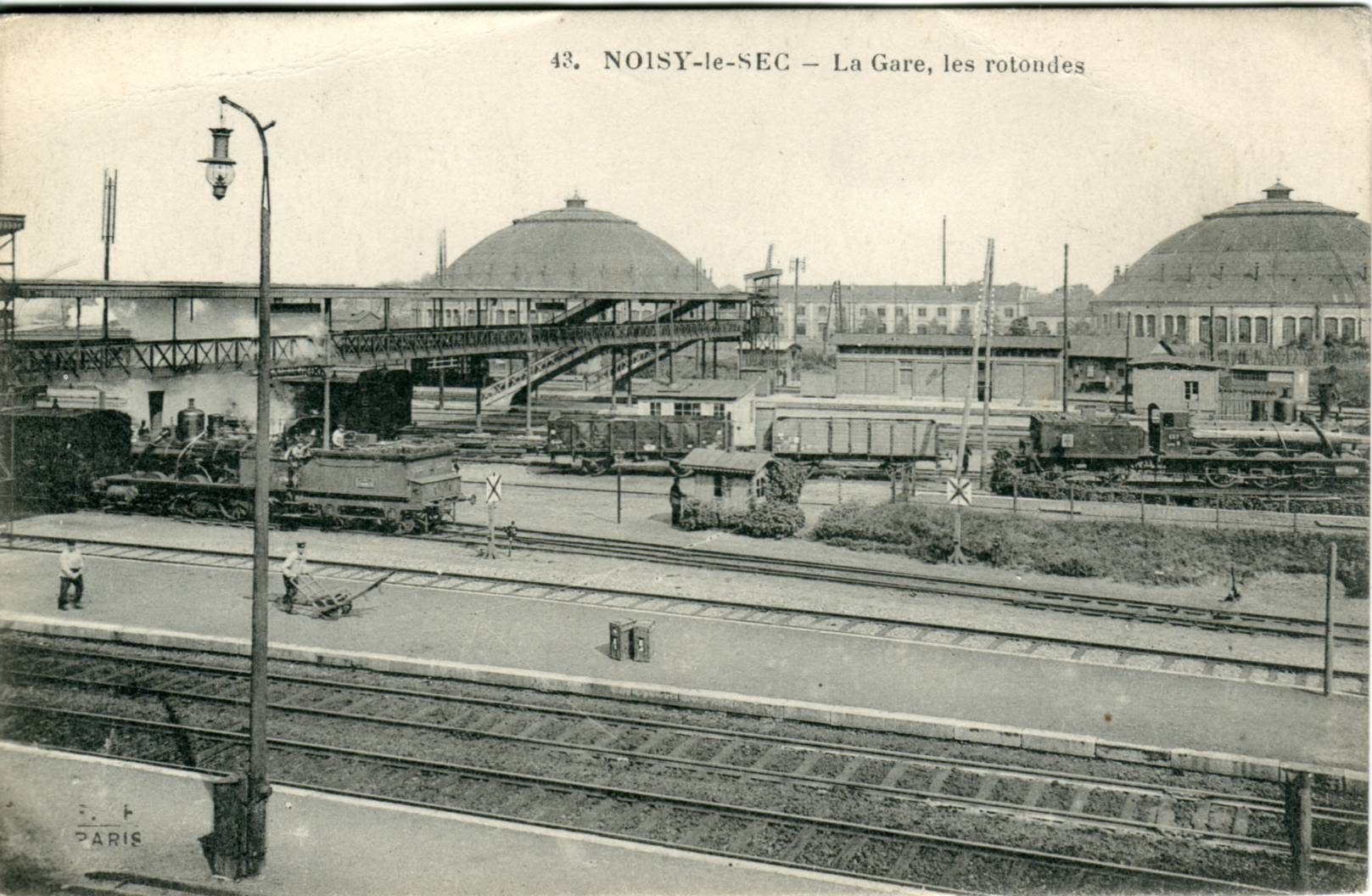
一战以前的车站，停放火车头用的扇形车库
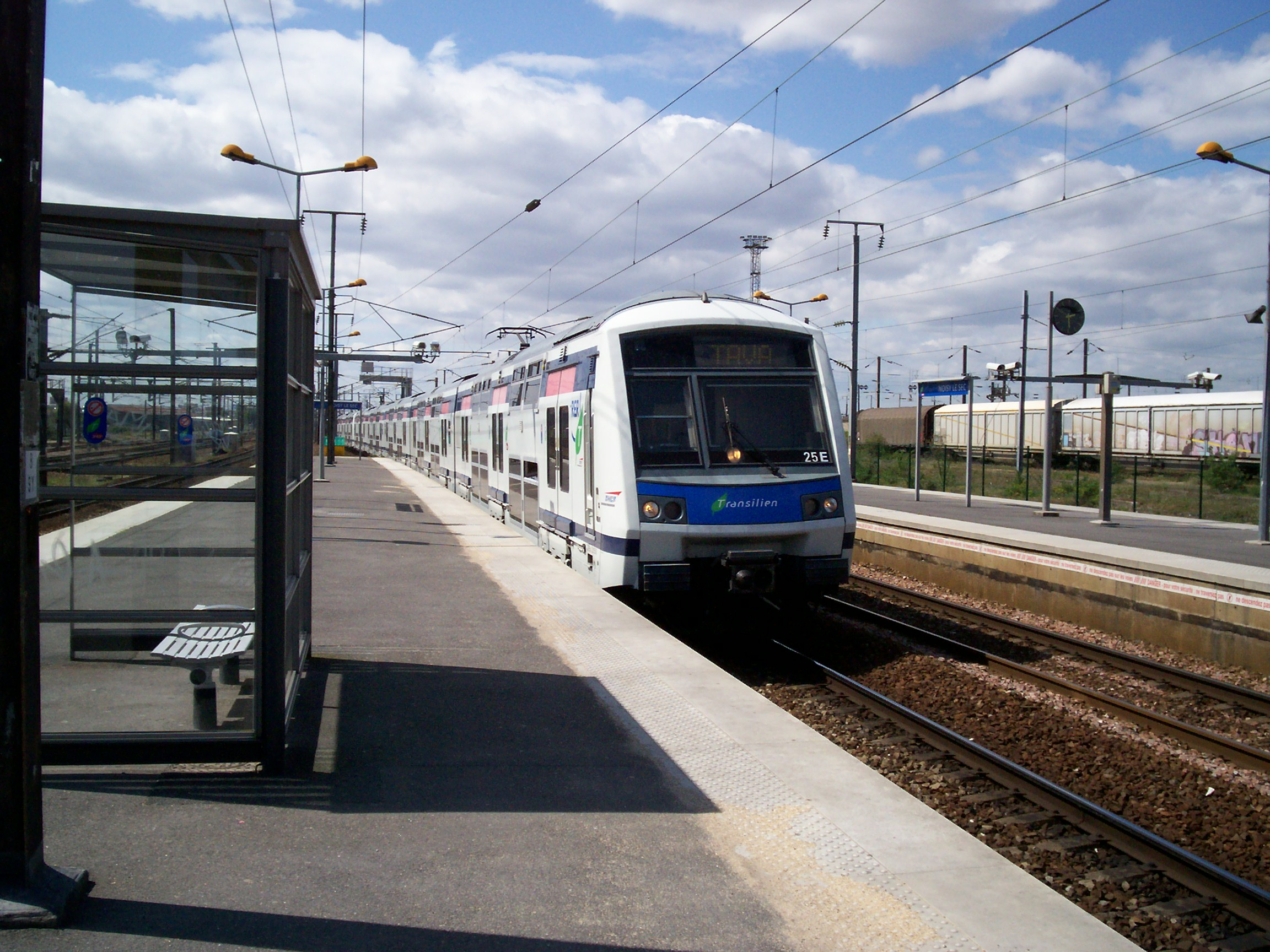
一列进站的TAVA列车，图尔南方向
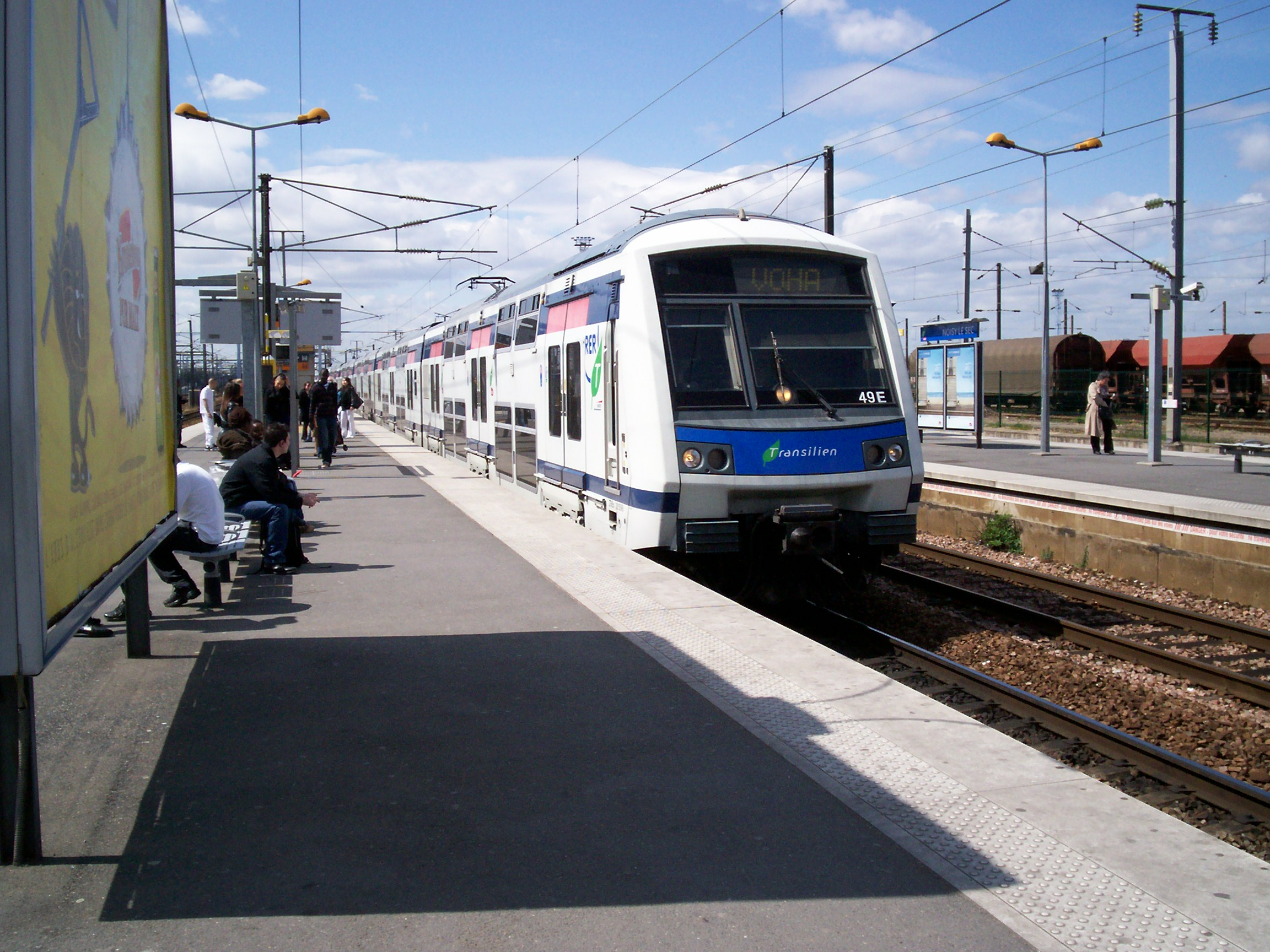
一列进站的VOHA列车，马恩河畔维利耶短线
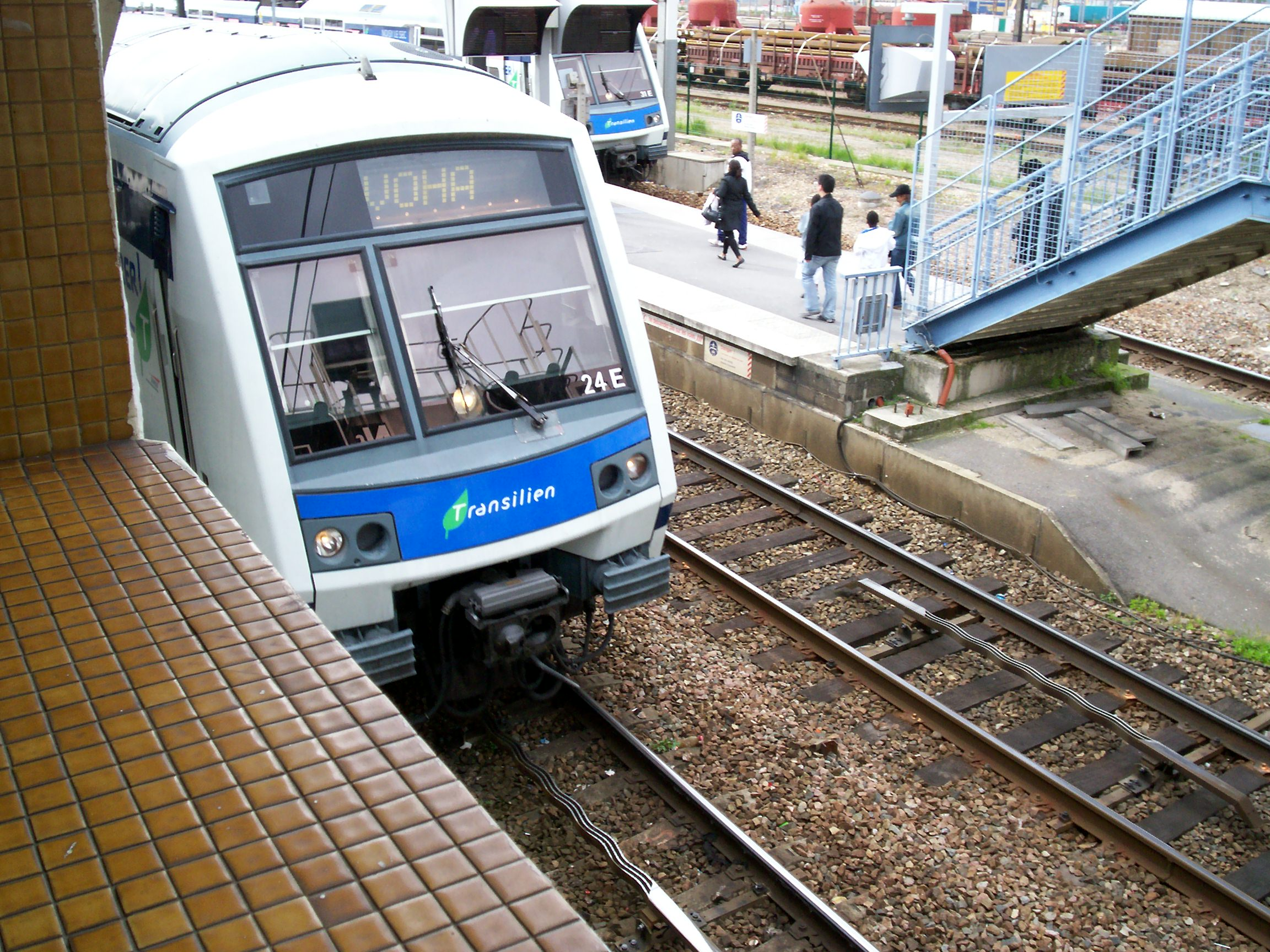
一列出站的VOHA列车